# Eremobates simoni
Eremobates simoni är en spindeldjursart som beskrevs av Muma 1970. Eremobates simoni ingår i släktet Eremobates och familjen Eremobatidae. Inga underarter finns listade i Catalogue of Life.